# Dzintars Krišjānis
Dzintars Krišjānis, oroszul: Дзинтарс Ютвальдович Кришьянис (Riga, 1958. június 4. – 2014. március 16.) olimpiai ezüstérmes szovjet-lett evezős.

## Pályafutása
Az 1980-as moszkvai olimpián ezüstérmet szerzett kormányos négyesben testvérével Dimants Krišjānis-szal, Artūrs Garonskis-szal, Žoržs Tikmers-szel és Juris Bērziņšsal.

## Sikerei, díjai
- Olimpiai játékok – kormányos négyes
  - ezüstérmes: 1980, Moszkva